# Saccoloma
Saccoloma je rod kapradin a jediný rod čeledi Saccolomataceae. Jsou to poměrně rozměrné pozemní kapradiny s jednoduše nebo vícenásobně zpeřenými listy a krátkými tlustými oddenky. Rod zahrnuje asi 12 druhů a je rozšířen v tropické Asii a Americe, v Oceánii a na Madagaskaru.

## Popis
Zástupci rodu Saccoloma jsou pozemní kapradiny s tlustými, krátce plazivými až přímými oddenky. Oddenek je pokrytý šupinami i chlupy. Cévní svazky jsou typu diktyostélé. Listy jsou velké, jednoduše nebo vícenásobně (až 5x) zpeřené, téměř nebo zcela lysé. Žilnatina je tvořena volnými, vidličnatými nebo nevětvenými žilkami. Cévní svazky v řapíku mají u všech druhů tvar písmene omega. Výtrusné kupky jsou umístěny na okraji nebo u okraje čepele, na koncích žilek. Jsou kryté kápovitými ostěrami. Spory jsou zaobleně čtyřhranné, triletní.

## Rozšíření
Rod Saccoloma zahrnuje asi 12 druhů. Je rozšířen v tropické Americe, Madagaskaru a Asii od Malajsie po Oceánii. Jsou to kapradiny vlhkých tropických pralesů. Nejvíce druhů se vyskytuje v tropické Asii. Na Madagaskaru roste jediný druh, S. henriettae.

## Taxonomie
Příbuzenské vztahy rodu Saccoloma byly delší čas nejasné a nejčastěji byl řazen do čeledi Denstaedtiaceae. Odlišuje se zejména typem cévních svazků (solenostélé versus diktyostélé), krátkými až přímými oddenky a nečlánkovanými chlupy. Některé znaky, zejména stěna výtrusů a počet chromozómů, upomínají na čeleď Dicksoniaceae.
Podle výsledků fylogenetických studií jsou nejblíže příbuznými čeleděmi
Cystodiaceae, Lonchitidaceae a Lindsaeaceae.